# Partito Democratico Nazionale (Bosnia ed Erzegovina)
Il Partito Democratico Nazionale (in serbo Народна демократска странка?) è stato un partito politico bosniaco della Repubblica serba di Bosnia, fondato il 26 aprile 2003 a Šipovo e guidato da Krsto Jandrić. Il partito contava due parlamentari eletti all'Assemblea Nazionale della Repubblica Serba di Bosnia ed Erzegovina: lo stesso Jandrić e Dragutin Škrebić.
Nel 2013 è confluito nel Movimento Democratico Nazionale.